# Tzath II
Pour les articles homonymes, voir Tzath.
Tzath II (en géorgien : წათე II) est roi de Lazique, vassal de l'Empire byzantin, de 556 à 561.

## Biographie
Il est le plus jeune frère de Gubazès II, assassiné par les généraux byzantins en automne 555. À cette période, Tzath réside à la capitale byzantine, Constantinople. Les Lazes envoient une délégation à l'empereur byzantin Justinien Ier (r. 527-565) afin de demander justice pour leur roi assassiné et la confirmation de Tzath comme leur nouveau roi. Tzath arrive en Lazique au printemps 556, accompagné par le magister militum Soterichus. Il y est reçu par une cérémonie de bienvenue minutieusement préparée. Rien d'autre n'est connu sur lui,,.
Tzath II est le dernier roi connu de la dynastie des rois de Lazique. Après le traité byzanto-perse de 561/562 qui termine la guerre lazique, le Lazique disparaît peu à peu des sources.